# Данило Грбић
Данило Грбић (1909—1941) капетан II класе, пилот Југословенског краљевског ратног ваздухопловства погинуо је 6. априла 1941. године у одбрани Краљевине Југославије од немачких бомбардера.

## Биографија
Данило Грбић рођен је у Кореници у породици која је генерацијама била свештеничка (брат његовог деде био је Манојло Грбић). Породица 1920. године прелази у Београд где Данило одраста у улици Стари монопол која је нестала изградњом Мостарске петље и завршава школовање.
Војну академију у Београду уписао је 1928. године. По завршетку Војне академије, ступа 1933. године у Извиђачку школу. Био је годину дана извиђач, па потом је завршио 1936. пилотажу, а 1939, ловачку школу. Пошто је са одличним успехом завршио школовање, остао је на служби у Трећој пилотској школи у Мостару. У саставу ове школе била је Самостална ловачка ескадрила којом је командовао капетан Грбић.
Жени се 27. јануара 1940. године, а у децембру добија ћерку.

## Априлски рат
У моменту избијања рата, 6. априла, Грбић се налазио у саставу Самосталне ловачке ескадриле Југословенског краљевског ратног ваздухопловства која је била стационирана на аеродрому Косор код Мостара. Угледавши формацију бомбардера како прелеће Мостар у правцу Сарајева, састављену од немачких авиона Јункерс Ју 88 борбеног крила Jagdgeschwader 54, долетелих са југа Италије, без наређења полетео је у једном од два преостала харикена, пресревши их, али је оборен од ловаца из пратње изнад Борачког језера. Грбић је рањен, искочио падобраном из изрешетаног и запаљеног авиона. Издахнуо је у близини Трнова истог дана. Капетана Данила Грбића оборио је Hans Beißwenger у својој првој и јединој победи на Балкану.
Сахрањен је привремено у Трнову, а отац и сестра преносе његово тело за Београд где је сахрањен 2. јуна 1941. год у породичну гробницу на Новом гробљу.